# Hitler. Eine Studie über Tyrannei
Hitler. Eine Studie über Tyrannei ist eine 1952 vom britischen Historiker Alan Bullock (1914–2004) veröffentlichte Biografie über den Diktator Adolf Hitler. Diese galt lange Zeit als das Standardwerk der Hitler-Forschung. Die deutsche Erstveröffentlichung erfolgte 1953, die vollständig überarbeitete Version wurde 1964 herausgegeben.

## Entstehung
Alan Bullock, Professor der Geschichte an der Universität Oxford, beschäftigte die Frage wie groß die Rolle Hitlers in der Geschichte des dritten Reiches war. Manche Angeklagte der Nürnberger Prozesse behaupteten, dass unter der Naziherrschaft ausschließlich der Wille Hitlers maßgeblich gewesen sei: „Welche Gaben waren es, die Hitler befähigten, sich erst eine so große Macht zu sichern und sie dann auch aufrechtzuerhalten?“
Dreieinhalb Jahre arbeitete Bullock an der Biografie und wertete rund 250 Bücher über Hitler und Hitler-Deutschland sowie sämtliche 42 Bände des Nürnberger Prozesses aus. Zudem analysierte er die Wochenschau-Aufnahmen Hitlers sowie die Tonbänder mit Hitlers Reden.
Bullock betonte oft, dass er sich bemüht habe, völlig vorurteilsfrei zu sein. Unbestechlich prüfte er die vorliegenden Informationen, die sich vor allem aus der Kriegsbeute der Alliierten ergab. Er wog sorgfältig ab, wo die Wahrheit liege, bis er glauben durfte, dass die von ihm zusammengetragene dokumentarische Evidenz von keiner Seite mehr bestritten werden könne und der Zeitpunkt für die Veröffentlichung gekommen sei.
Alan Bullock vertrat die These, Hitler habe als „prinzipienloser Opportunist“ agiert. In der überarbeiteten Version von 1964 revidierte Alan Bullock seine Meinung in Teilen, blieb seiner Bewertung jedoch im Kern treu.

## Heutige Einordnung
Auch wenn die heutige Hitler-Forschung den von Bullock begründeten Opportunismus Hitlers ablehnt, so bleibt Bullocks Hitler-Biografie ein Standardwerk, dass aufgrund seiner Nüchternheit bis heute als Vorbild für zeitgenössische Geschichtsschreibung taugt.
Das Werk kann somit auch heute noch neben weiteren Biografien wie von Joachim C. Fest (Hitler) und Ian Kershaw (Hitler 1889–1936, Hitler 1936–1945) zur bedeutenden Literatur über Adolf Hitler gezählt werden.
1992 nannte etwa die The New York Times: das Werk als „…standard biography of the dictator and a widely respected work on the Nazi movement in general“.
1998 bezeichnete der renommierte britische Historiker Ian Kershaw das Buch als „Meisterwerk“.
Überholt ist mittlerweile Bullocks These, dass Hitler von persönlicher Machtlust getrieben war. Nach heutigem Stand der Forschung gilt Hitler vielmehr als Ideologe, der konsequent seine in „Mein Kampf“ dargelegten Programmpunkte voller Überzeugung umsetzte.

## Gliederung
Vorwort
Erstes Buch - Parteiführer, 1889–1933
Kapitel I     Die Jahre der Entwicklung, 1889–1918
Kapitel II    Die Jahre des Kampfes, 1919–1924
Kapitel III   Die Jahre des Wartens, 1924–1931
Kapitel IV   Die Monate der günstigen Gelegenheit, Oktober 1931 bis 30. Januar 1933
Zweites Buch - Reichskanzler, 1933–1939
Kapitel V     Die Revolution nach der Machtübernahme, 30. Januar 1933 bis August 1934
Kapitel VI    Der Scheinfrieden, 1933–1937
Kapitel VII   Der Diktator
Kapitel VIII  Von Wien bis Prag, 1938–1939
Kapitel IX    Hitlers Krieg, 1939
Drittes Buch - Feldherr, 1939–1945
Kapitel X      Der vergebliche Sieg, 1939–1940
Kapitel XI     Die Welt wird den Atem anhalten, 1940–1941
Kapitel XII    Das mißlungene Imperium, 1941–1943
Kapitel XIII   Zweimal Juli, 1943–1944
Kapitel XIV  Der Kaiser ohne Kleider
Epilog